# Diazepina
Diazepina é um composto heterocíclico consistindo de um anel de sete membros com dois átomos de nitrogênio (por exemplo, nas posições 1 e 2 do anel).
Os tipos incluem: 
- 1,2-diazepina
- 1,3-diazepina
- 1,4-diazepina